# Helfenberg (Ilsfeld)
Helfenberg ist ein zum Ilsfelder Ortsteil Auenstein gehörender Weiler im Landkreis Heilbronn, Baden-Württemberg (Deutschland).  

## Geografie
Helfenberg liegt im Südosten des Landkreises Heilbronn rund 5 km östlich von Ilsfeld am Südfuß des Helfenbergs (364 m ü. NN), auf dem die Burgruine Helfenberg steht. An den Hängen rund um Helfenberg wird seit jeher Weinbau betrieben.

## Geschichte

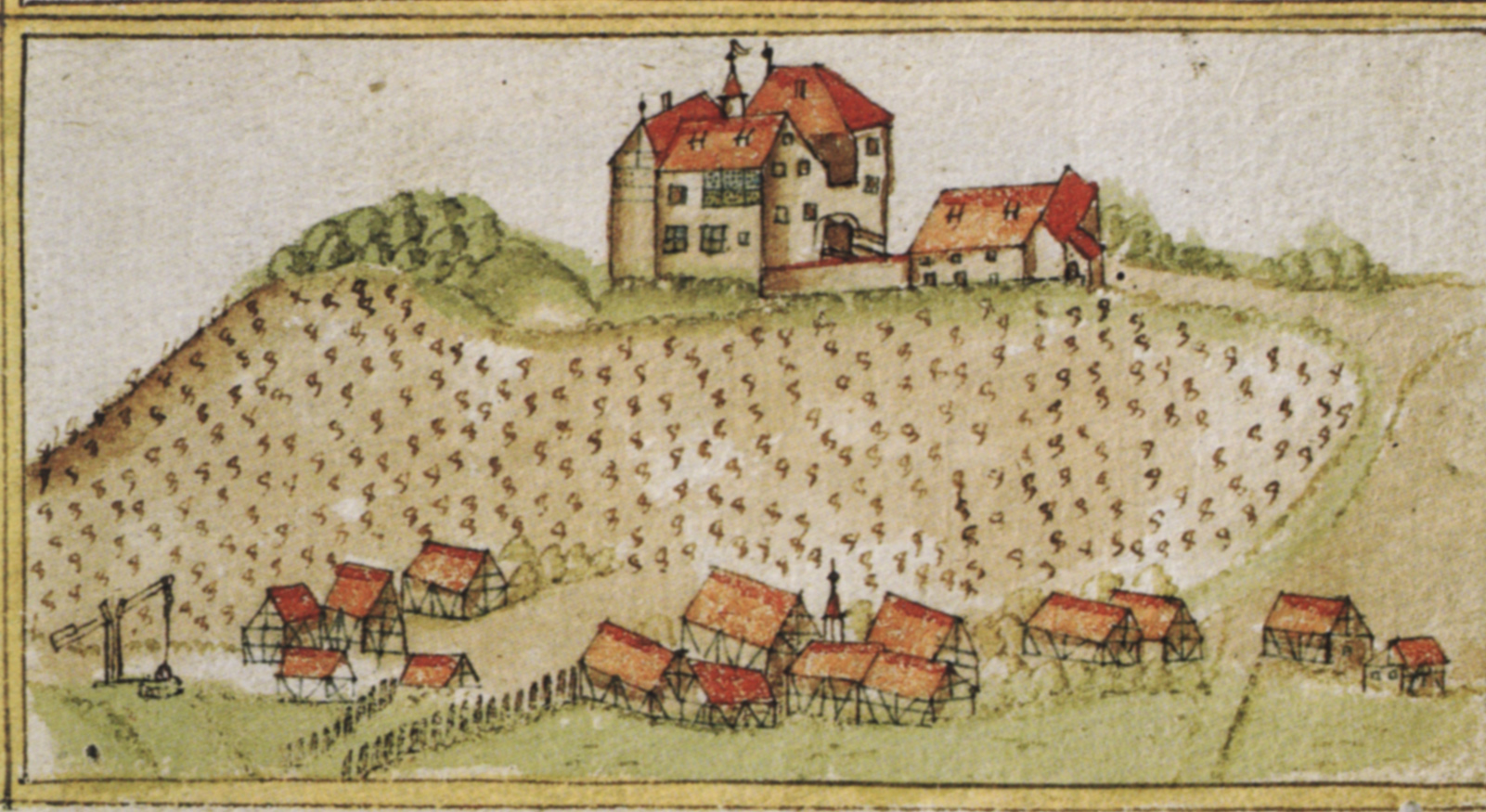
Burg und Ort Helfenberg in der Kieserschen Forstkarte von 1685

Der Name Helfenberg geht auf die heute nur noch als Ruine bestehende, in der Zeit der Staufer erbaute Burg Helfenberg zurück und wurde 1259 erstmals urkundlich erwähnt. Der Ort am südlichen Fuß des Bergs hieß zunächst Finkenbach und wurde vermutlich im Zuge der Errichtung eines zweiten Herrensitzes im Ort um 1600 nach dem ursprünglichen Herrensitz auf dem Berg benannt. Der Ort war mit beiden Schlössern als württembergisches Lehen im Besitz verschiedener Adelsfamilien und teilt die Geschichte seiner Schlösser und deren Besitzer. Die gesamte Herrschaft Helfenberg kam 1746 an die aus dem Remstal stammende Familie von Gaisberg aus dem Ritterkanton Kocher, zu dem Helfenberg bis 1806 zählte. Die Burg auf dem Berg wurde im Dreißigjährigen Krieg zerstört und verfiel rasch nach ihrer Wiederherstellung, wogegen die Freiherrenfamilie im Unteren Schloss in der Dorfmitte lebte. 
Nach der Aufhebung der Reichsritterschaft kam Helfenberg zur württembergischen Gemeinde Auenstein, gleichwohl blieb darüber hinaus die Freiherrenfamilie weiterhin bestimmender Faktor des Ortes. Zehntrechte und Gült wurden erst ab 1850 abgelöst. Um 1900 umfasste der Gaisbergsche Grundbesitz 216 Morgen. Das Gut wurde ab 1906 von Marie Freiin von Gemmingen-Guttenberg (1867–1950), der Witwe von Hans Ulrich Freiherr von Gaisberg und Enkelin von Johann Friedrich Cotta, verwaltet. Schloss und Hofgut sowie 19 weitere Gebäude im Ort wurden am 15. April 1945 durch einen Fliegerangriff durch die US-Armee, die etwa 22.227 kg Brandbombenbehälter abgeworfen haben, zerstört. Dabei wurde niemand getötet. Am Nachmittag desselben Tages wurde durch Artilleriebeschuss der Ort wiederholt angegriffen, wobei sechs deutsche Soldaten getötet wurden. An der Stelle des Schlosses wurde später das Gemeindehaus errichtet, im ehemaligen Schlossgarten wurde ein Neubaugebiet erschlossen.
Mit Auenstein, das sich am 31. Dezember 1973 mit Ilsfeld zusammenschloss, kam der Ort zur neuen Gemeinde Ilsfeld. Helfenberg hatte 2006 insgesamt 257 Einwohner.

## Sehenswürdigkeiten

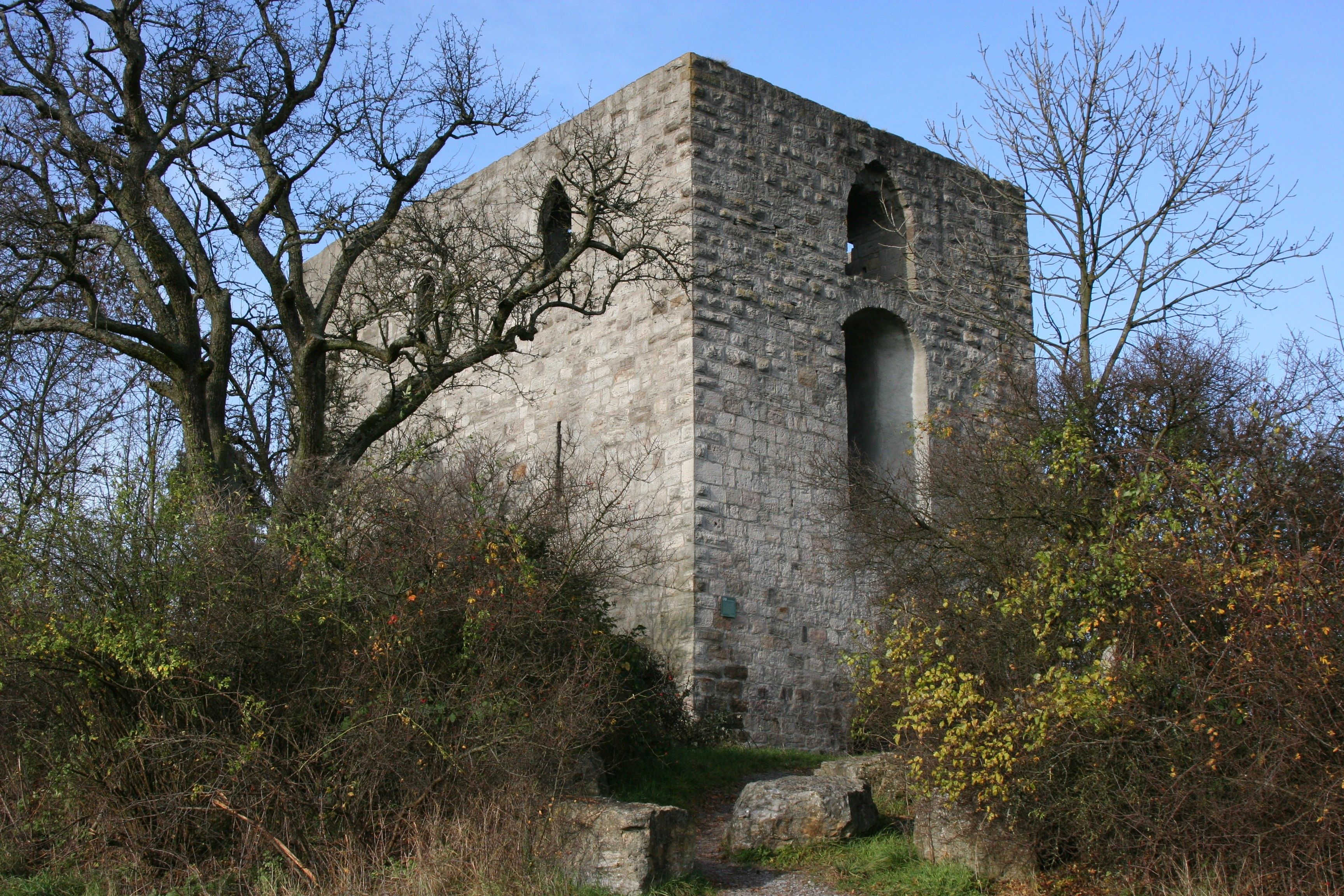
Burgruine Helfenberg

Nördlich oberhalb des Ortes liegt die Burgruine Helfenberg. Im Ort wurde 1968 nach Erwerb des Hofgutplatzes durch die Gemeinde das Gemeindehaus auf dem erhaltenen Keller des Unteren Schlosses erbaut und 1985/86 erweitert. Beim Gemeindehaus befindet sich noch ein historischer Brunnen sowie ein Torpfosten des ehemaligen Hofguts. Zu den weiteren markanten Gebäuden Helfenbergs zählen ein noch in Betrieb befindliches Backhaus sowie die 1819 als Zehntscheuer erbaute Alte Kelter, die sich von 1883 bis 2004 im Besitz der Gemeinde befand. In der Kelter ist eine funktionstüchtige Obstpresse aus den 1920er-Jahren erhalten, das Gebäude wird heute als Atelier und Pferdestall genutzt.

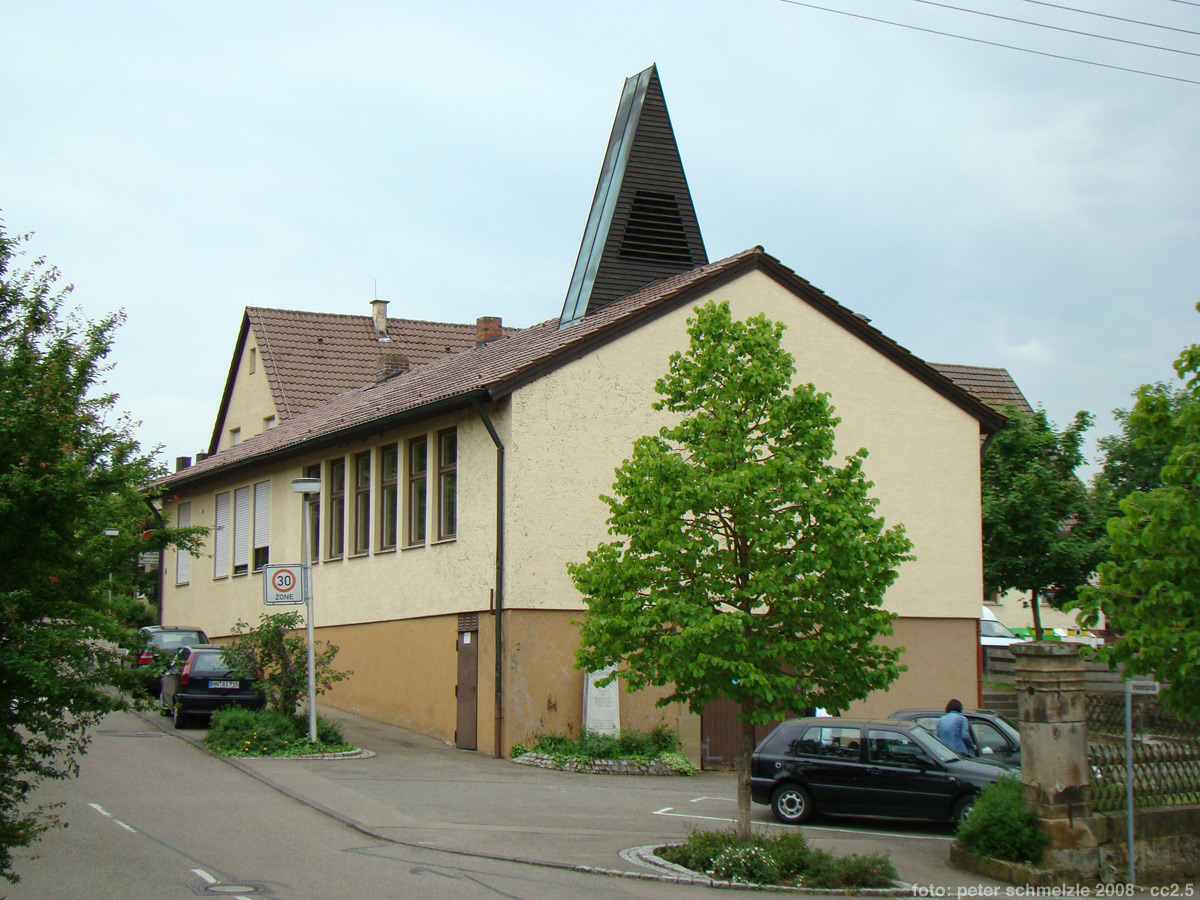
Gemeindehaus
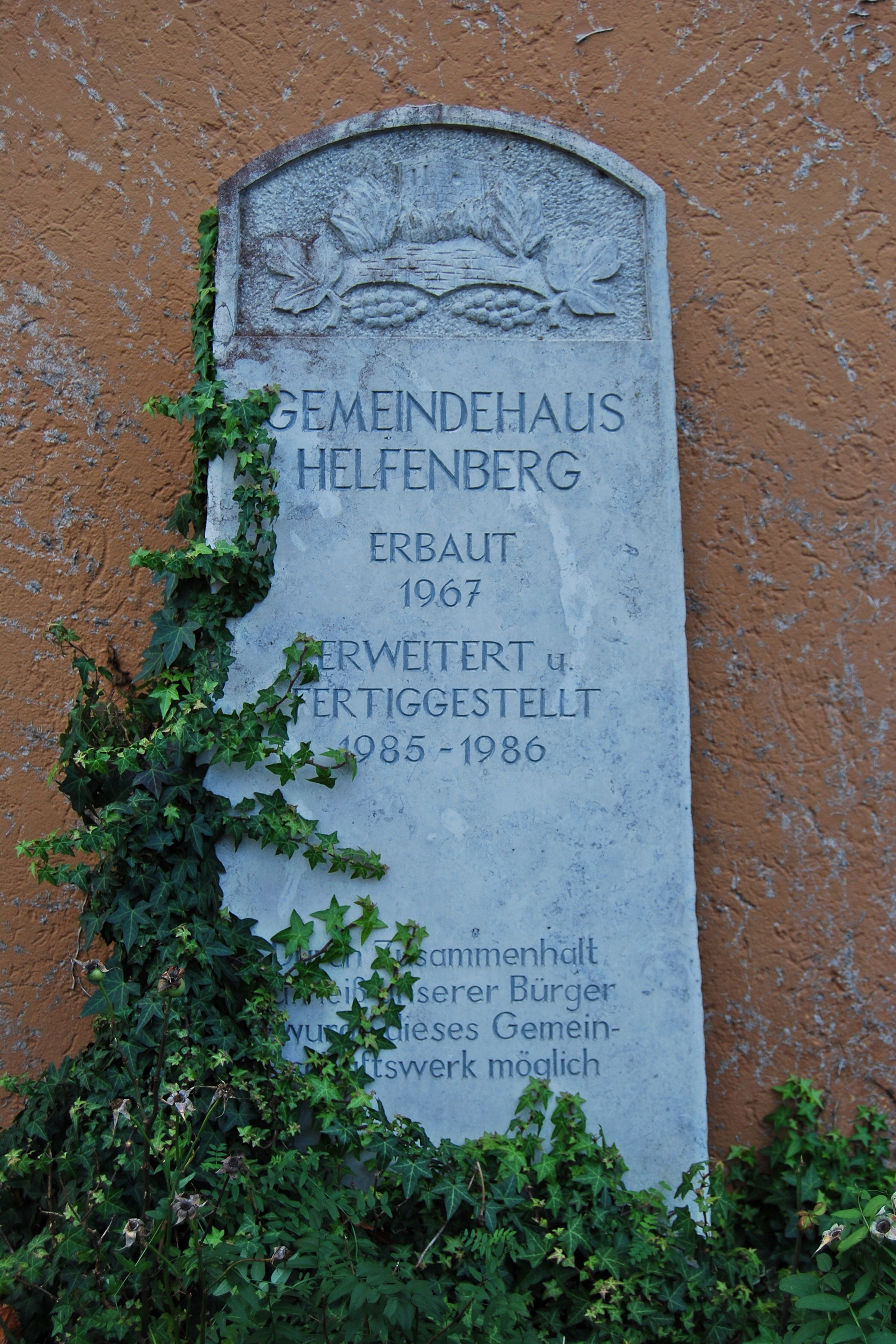
Gedenktafel vor dem Gemeindehaus
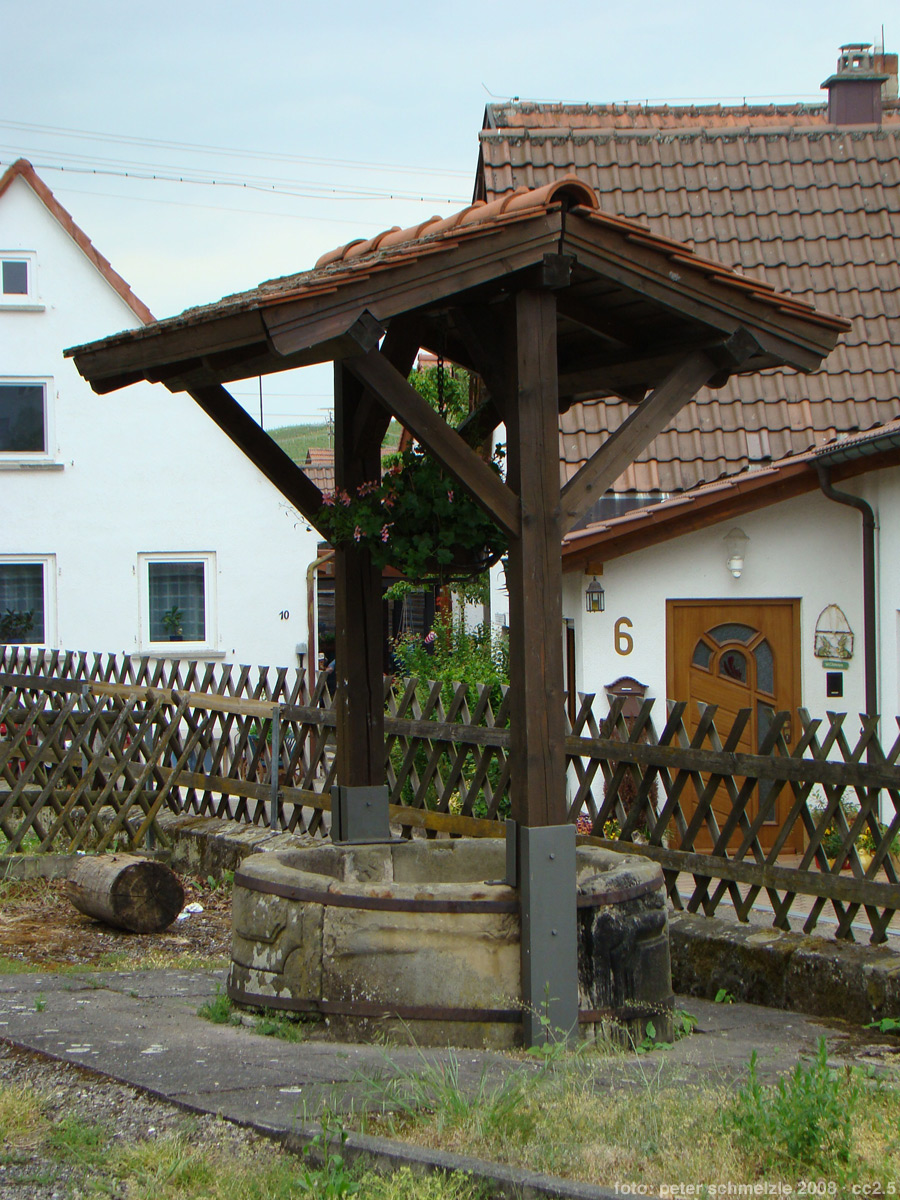
Dorfbrunnen
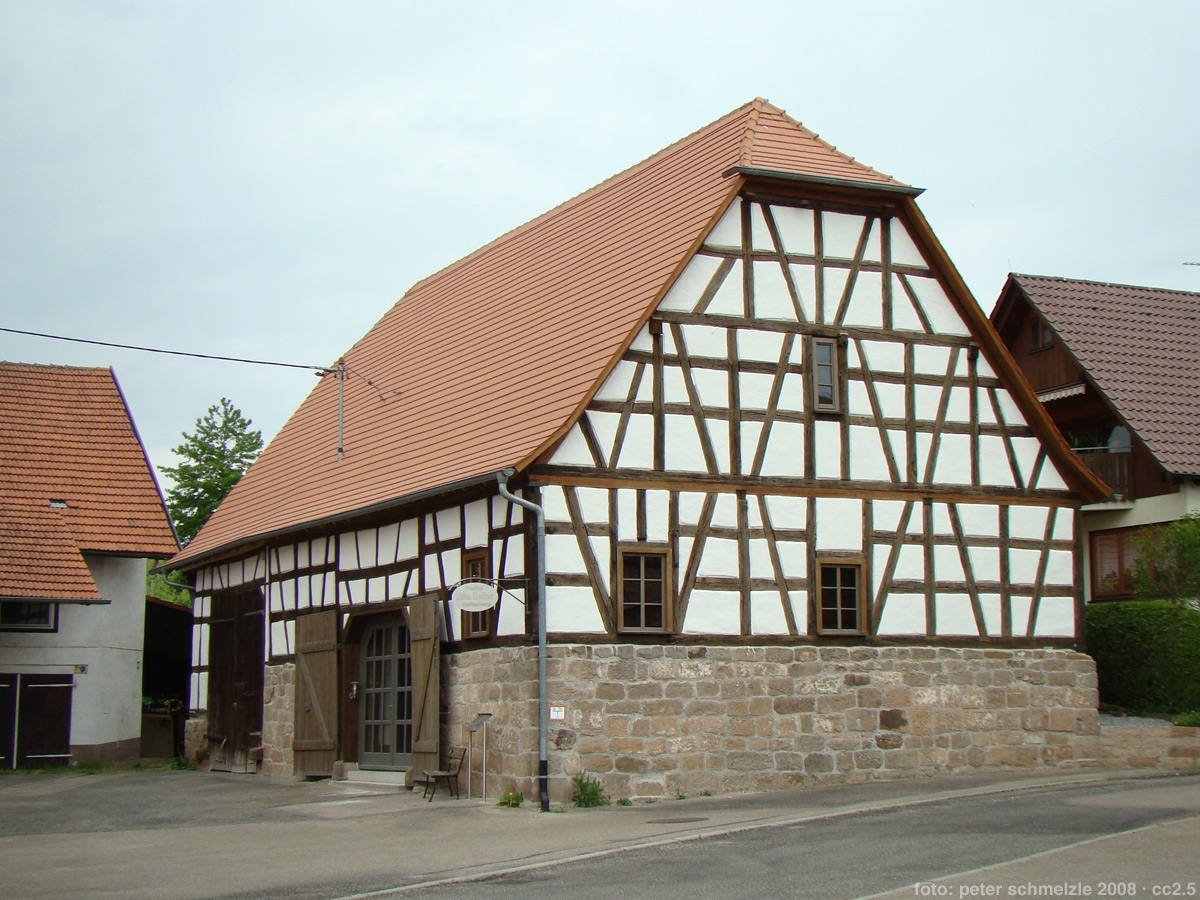
Alte Kelter
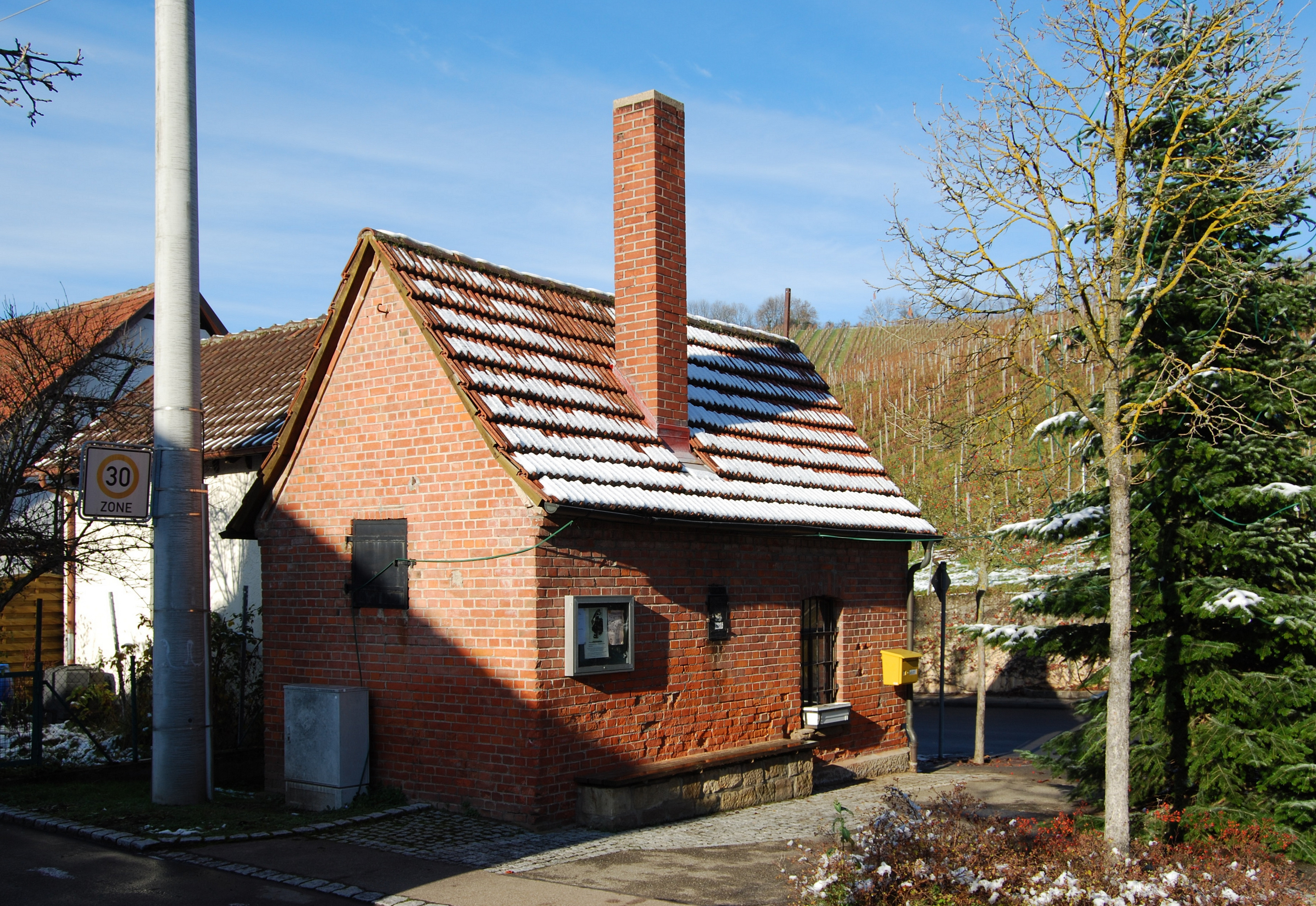
Backhaus